# Вестеркамп, Макс
Макс Вестеркамп (нидерл. Max Westerkamp; 8 октября 1912, Танджунг-Пура, Северная Суматра — 6 мая 1970, Энсхеде, Оверэйссел) — нидерландский хоккеист на траве, защитник. Бронзовый призёр летних Олимпийских игр 1936 года.

## Биография
Макс Вестеркамп родился 8 октября 1912 года в районе Танджунг-Пура в Нидерландской Ост-Индии (сейчас в Индонезии).
Играл в хоккей на траве за ХДМ из Гааги.
В 1936 году вошёл в состав сборной Нидерландов по хоккею на траве на летних Олимпийских играх в Берлине и завоевал бронзовую медаль. Играл на позиции защитника, провёл 5 матчей, мячей не забивал.
Умер 6 мая 1970 года в нидерландском городе Энсхеде.